# Miyaji Denzaburō

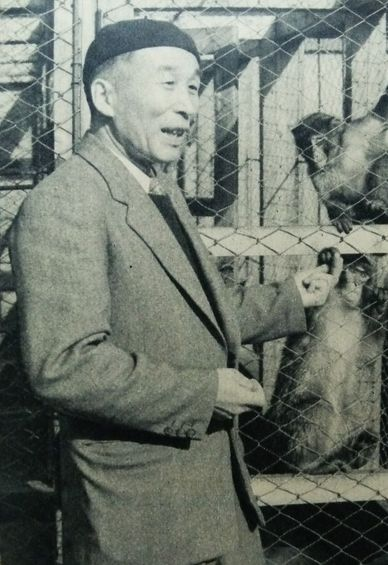
Miyaji Denzaburō, 1956

Miyaji Denzaburō (japanisch 宮地 伝三郎; geboren 26. Januar 1901 auf der Insel Innoshima (Präfektur Hiroshima); gestorben 21. Oktober 1988) war ein japanischer Tier-Ökologe.

## Leben und Wirken
Miyaji Denzaburō machte 1925 seinen Studienabschluss in Zoologie an der Universität Kyōto. Er war von 1942 bis 1964 Professor an seiner Alma Mater, die ihn als „Meiyo Kyōju“ verabschiedete. Anschließend war er Direktor des „Japan Monkey Centre“ (日本モンキーセンター) in Inuyama, das sich mit den Japanmakaken beschäftigt.
Miyaji begründete in Japan die botanische Ökologie. Seine ersten Studien befassten sich mit der Tierwelt am Grunde von Seen und Häfen. Nach dem Zweiten Weltkrieg befasste er sich mit der Tierwelt in Bächen und Flüssen. Dabei konzentrierte sich sein Interesse auf die Erforschung der Ayu. Als Direktor des  „Japan Monkey Centre“ koordinierte er Forschungsprojekte an verschiedenen Universitäten.
Als Auszeichnungen erhielt Moyaji u. a. 1960 den Mainichi-Kulturpreis im Bereich Naturwissenschaften für sein Buch „Ayu no hanashi“ (アユの話) – „Zum Ayu“, und 1968 zusammen mit Imanishi Kinji den Asahi-Preis für ihre Forschung zu Primaten, insbesondere zu den Japanmakaken.
Miyajis Forschungen sind in den fünf Bänden „Miyaji Denzaburō dōbutsu-ki“ (宮地伝三郎動物記) – „Miyaji Denzaburō Zoologische Studien“ zusammengefasst, die von 1972 bis 1973 erschienen.